# Splot Kiesselbacha

Splot Kiesselbacha w prawym półprofilu (kolor niebieski)

Splot Kiesselbacha, miejsce Kiesselbacha, trójkąt Little'a, pole Little'a – obszar w przedniej dolnej części przegrody nosowej, gdzie następujące tętnice tworzą anastomozy :
- tętnica sitowa przednia
- tętnica sitowa tylna
- tętnica podniebienna większa
- tętnica klinowo-podniebienna
- tętnica wargowa górna – gałęzie przegrodowe

## Znaczenie kliniczne
90% krwawień z nosa pochodzi ze splotu Kiesselbacha.

## Historia
Splot Kiesselbacha nosi nazwę od Wilhelma Kiesselbacha (1839–1902), niemieckiego otolaryngologa.